# Mao (Tschad)
Mao (arabisch ماو) ist eine Stadt im Tschad mit ca. 50.000 Einwohnern und Verwaltungssitz der Provinz Kanem. Die Stadt befindet sich 226 Kilometer nördlich von N’Djamena, der Hauptstadt des Tschad.
Mao liegt an der Grenze zur Sahara, was dazu führt, dass es kaum Vegetation gibt und die Landschaft von Sanddünen geprägt ist.

## Geschichte
Am 18. Juli 2010 starb der Sultan von Kanem, Alifa Ali Zezerti, im Krankenhaus in N’Djamena im Alter von 83 Jahren aufgrund eines Herzinfarktes. Er war der 39. Herrscher der Kanem-Dynastie und hatte seit 1947 regiert. Er wurde in Mao beigesetzt. Sein Vorgänger, Sultan Zezerti, starb am 26. September 1947. Er hatte seit 1925 regiert. Sein Sohn wurde als Sultan ohne Konkurrenz gewählt.
Im Oktober 2013 brachen Ausschreitungen auf Maos Hauptmarkt aus, die gegen die Regierung von Idriss Déby gerichtet waren, nachdem ein Zivilist von einem Offizier in der Nähe von Déby erschossen worden war.
Am 30. September 2015 brannte gegen 20 Uhr ein großes Feuer auf dem Hauptmarkt von Mao. Der Ursprung konnte nicht ermittelt werden. Es wurden keine Todesfälle gemeldet. Am 12. Mai 2016, um 5 Uhr, verbreitete sich erneut ein großer Brand auf dem Hauptmarkt von Mao. Das Feuer hatte in einer nahe gelegenen Tankstelle begonnen. Menschen kamen nicht zu Schaden.

## Bevölkerungsentwicklung
| Jahr | Bevölkerung |
| ---- | ----------- |
| 1993 | 13.277      |
| 2009 | 35.468      |
| 2019 | 50.000      |

Mit seiner Einwohnerzahl lag Mao 2009 auf Platz 14 der Liste der Städte im Tschad.
Die genannten Einwohnerzahlen für 1993 und 2009 entsprechen dem offiziellen Zensus. Die Zahl für 2019 wurde geschätzt anhand der Bevölkerungszunahme in der Region Kanem.

## Religionen
In Mao leben hauptsächlich Muslime. Außerdem gibt es in der Stadt eine katholische und eine evangelische Kirche.

## Politik
Wie in allen tschadischen Regionen wird Mao sowohl von einem traditionellen Sultan als auch von Regierungsbeamten regiert. Der Sultan von Kanem, der in Mao wohnt, ist der traditionelle Chef des Kanembou-Volkes. Bewegungen zur Dezentralisierung wurden durch die komplexen und manchmal angespannten Beziehungen zwischen den traditionellen Herrschern im Tschad und den nationalen Behörden gestört.

## Verkehr
Aufgrund der Lage Maos ist das Reisen schwierig. Die Straßen bestehen ausschließlich aus Sand. Hauptfortbewegungsmittel ist hier immer noch das Kamel.
In der Nähe des Ortes befindet sich der Flughafen Mao mit einer asphaltierten Landebahn.

## Wirtschaft
Mittwochs, am „großen Markttag“, werden frisches Obst und Gemüse für die Einwohner der Stadt verkauft.

## Persönlichkeiten
- Lol Mohammed Chawa (1939–2019), Staatspräsident